# Theletra

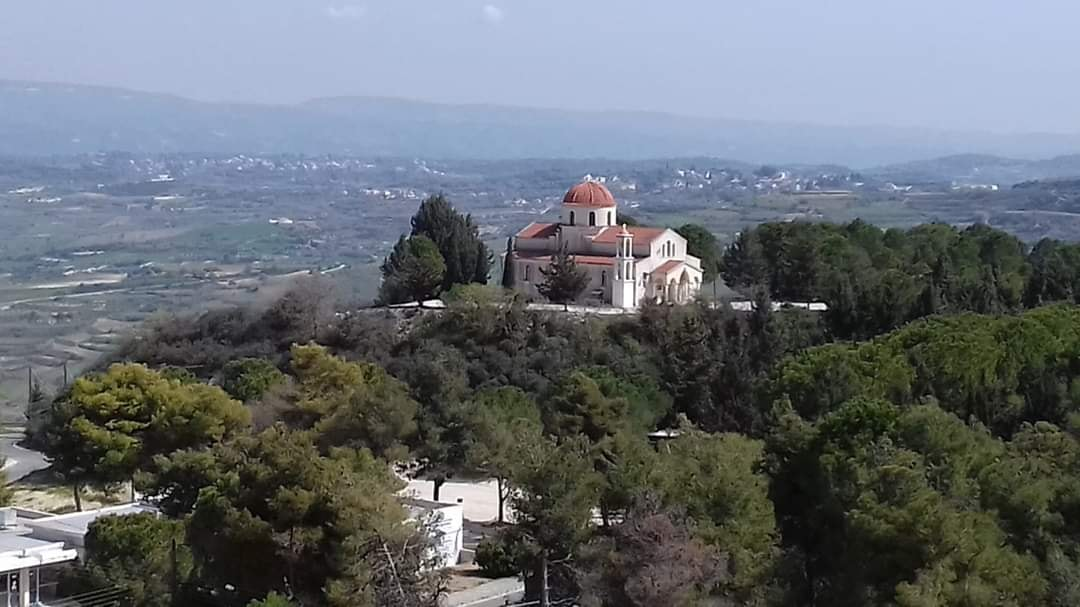
Kirche Panagia Chryseleousa von Theletras

Theletra (griechisch Θελέτρα) ist eine Gemeinde im Bezirk Paphos in der Republik Zypern. Bei der Volkszählung im Jahr 2021 hatte sie 155 Einwohner.

## Name
Der Name Theletra entstand laut Simos Menardos, Klerides Nearchos und Kyriazis Neokles aus dem ursprünglichen Namen Theretra, der sich aus dem Wort theretron („Landhaus“ oder „Urlaubsort“) ergibt. Es handelt sich um einen rein griechischen Namen, was bedeutet, dass das Dorf bereits vor der fränkischen Zeit, also während der byzantinischen Zeit, existierte.

## Lage und Umgebung

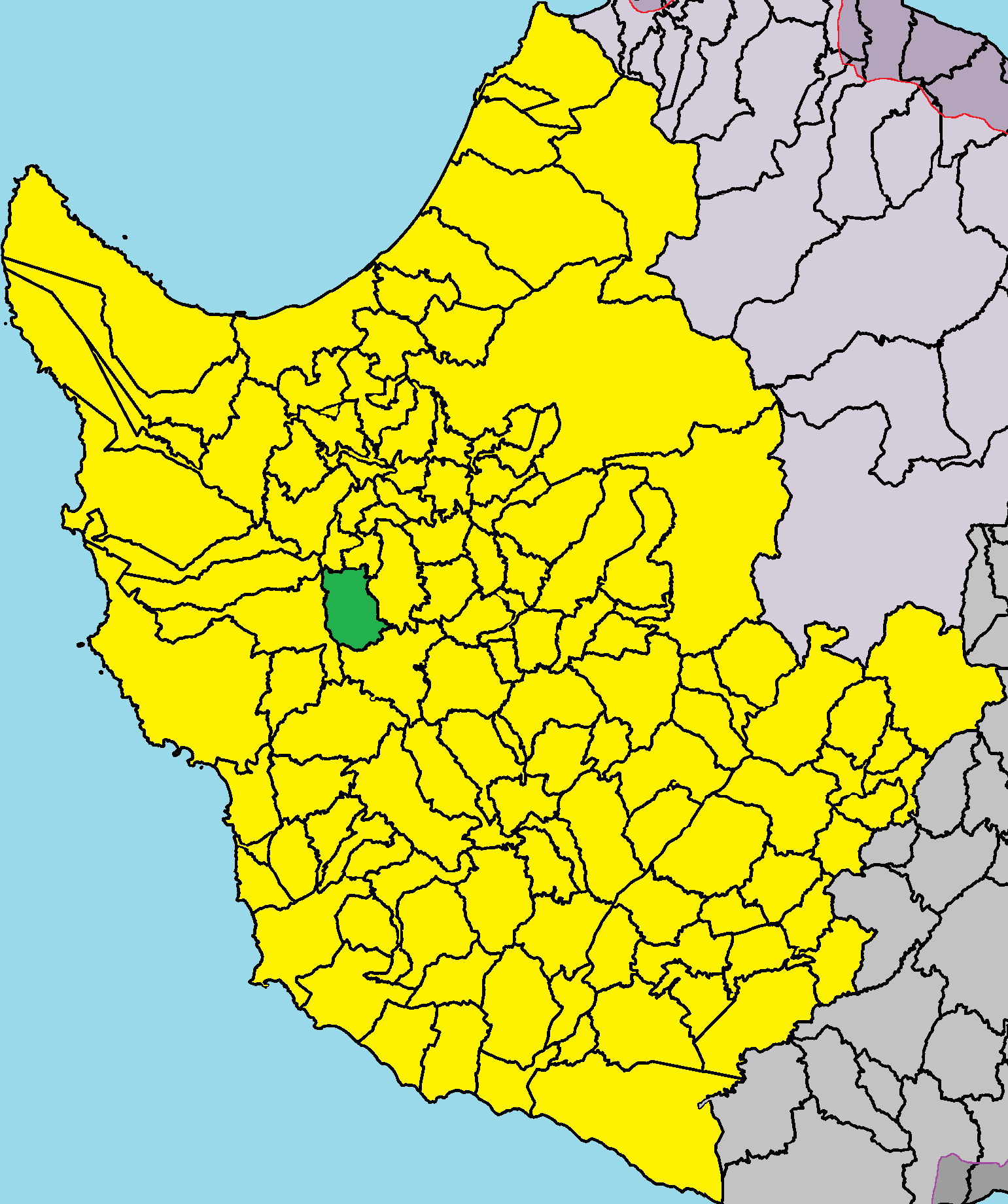
Lage im Bezirk Paphos

Theletra liegt im Westen der Mittelmeerinsel Zypern auf einer Höhe von etwa 270 Metern, etwa 23 Kilometer nördlich von Paphos, 85 Kilometer nordwestlich von Limassol und etwa 160 Kilometer von Nikosia entfernt. Das 8,83129 Quadratkilometer große Dorf grenzt im Norden an Pano Akourdalia und Miliou, im Osten an Giolou, im Süden an Stroumbi, im Westen an Kathikas und im Nordwesten an Pano Arodes. Das Dorf kann über einen Abzweig der Straße E711 erreicht werden.
Die durchschnittliche jährliche Niederschlagsmenge beträgt rund 660 Millimeter. Die Hauptanbauprodukte sind Weinreben (hauptsächlich Weinsorten), Mandeln, Gemüse, Getreide und Heilpflanzen. Daneben gibt es jedoch auch einige unbebaute Gebiete, in denen eine reiche Wildvegetation wächst, die überwiegend buschig ist. Der Viehbestand des Dorfes ist begrenzt und beschränkt sich auf die Aufzucht von Ziegen und einigen Schafen. Geologisch betrachtet besteht das Gemeindegebiet aus Mergeln, Kreiden, Gips, margaischen Kreiden, Kalksandsteinen, Sanden, Kiesen und margaischen Kalksteinen. Auf diesen Gesteinen entwickelten sich kalkhaltige, unfruchtbare Böden.

## Geschichte
Theletra existierte mindestens seit der Zeit der fränkischen Besatzung, da es von Louis de Mas Latrie als Lehen des Grafen von Edessa erwähnt wird. Es wird auch erwähnt, dass Theletra zeitweise auch dem Comte de Ruja gehörte. Auf alten Karten ist das Dorf auch als Feletra verzeichnet. Archimandrite Kyprianos (1788) erwähnt Theletra und schreibt, dass ein Fluss in seiner Gegend entspringt und das Tal von Chrysochous bewässert. Während der Zeit der osmanischen Besatzung gehörte Theletra administrativ zur Nahiya von Chrysochous.
Im ersten Jahrzehnt des 20. Jahrhunderts war das Dorf klein. Rupert Gunnis erwähnt die Kirche Panagia Chryseleoussa, die er für ein Gebäude aus dem Jahr 1755 hält, mit einer Ikonostase und einem schönen Tor aus einer früheren Kirche. In der Kirche befanden sich eine Ikone Christi aus dem Jahr 1528 und der Jungfrau Maria aus dem Ende des 16. Jahrhunderts.
Das ursprüngliche Dorf Theletra ist ungefähr seit den 1990er-Jahren von seinen Bewohnern verlassen, weil es an einem steilen Hang gebaut wurde, der aufgrund von Erdrutschen als gefährlich galt. Die Häuser des Dorfes sind bis heute unbewohnt und nur wenige werden hauptsächlich als Lagerräume und Ställe genutzt. Die Bewohner des Dorfes wurden in eine höher gelegene Siedlung am oberen Ende des Abhangs umgesiedelt, die ebenfalls den Namen Theletra trägt. Das alte Theletra scheint nicht von einer völligen Zerstörung durch Erdrutsche bedroht zu sein, und es gibt verschiedene Überlegungen für seine Nutzung. Allerdings müssen die unbewohnten Häuser instand gehalten werden, und die meisten von ihnen sind bereits von der Vernachlässigung betroffen.

### Bevölkerungsentwicklung
Die folgende Tabelle zeigt die Bevölkerung des Dorfes, wie sie in den in Zypern durchgeführten Volkszählungen erfasst wurde.
| Jahr      | 1881 | 1891 | 1901 | 1911 | 1921 | 1931 | 1946 | 1960 | 1976 | 1982 | 1992 | 2001 | 2011 | 2021 |
| Einwohner | 233  | 246  | 270  | 257  | 282  | 297  | 313  | 271  | 232  | 213  | 203  | 177  | 269  | 155  |